# Patrik Ingelsten
Patrik Ingelsten (Hillerstorp, 25 de janeiro de 1982) é um ex-futebolista sueco que atuava como atacante e atual técnico de futebol.

## Carreira
Ingelsen teve como auge na sua carreira, sua ótima passagem pelo Kalmar FF, em especial na temporada 2008 sendo campeão e artilheiro da Allsvenskan com 19 gols.